# Das Spinnennetz
Das Spinnennetz ist ein nicht zu Ende geführter Fortsetzungsroman von Joseph Roth, der vom 7. Oktober bis zum 6. November 1923 in der Wiener Arbeiter-Zeitung vorabgedruckt wurde. Die erste Buchausgabe erschien postum 1967 in Köln und Berlin. Protagonist ist der aus dem Ersten Weltkrieg heimkehrende Leutnant Theodor Lohse.

## Inhalt
Der Protagonist des Romans, Leutnant Theodor Lohse, hasst Sozialisten und Juden. Er beginnt nach dem Ersten Weltkrieg als Jurastudent in Berlin und arbeitet als Hauslehrer bei dem jüdischen Juwelier Efrussi. Das Sich-Einfügen ins ungewohnte zivile Leben fällt dem ehemaligen Soldaten schwer; Mutter und Schwester missachten und er fühlt sich zur unerreichbaren Frau Efrussi hingezogen. Lohse kündigt letztlich beim Juwelier und wird Mitglied der in München ansässigen rechtsextremen Organisation S II. Sein dort verdientes Geld gibt er leichtfertig für Alkohol und Prostituierte aus.
Lohse lernt den Detektiv Günther Klitsche kennen, der sich unter falschem Namen als Spion bei Sozialisten einschleicht, um sie anschließend an die Polizei zu verraten. Lohse tötet Klitsche, vertuscht den Totschlag und nimmt dessen Stelle ein. Gern möchte Lohse den von ihm verehrten Ludendorff in München besuchen, aber Direktkontakt ist untersagt. Lohse ist in der Presselandschaft völlig unbekannt. Täglich schreibt die Presse über Adolf Hitler und den Nationalsozialismus. Lohse kommt bei der Reichswehr in der Garnison Potsdam unter. Die Untergebenen in seiner Kompanie gewinnt er für sich, indem er nicht straft, sondern nur rügt. Zusammen mit einer Truppe der Technischen Nothilfe unterdrückt er blutig einen Streik von Landarbeitern in Pommern. Die Opfer werden anschließend in der Presse denunziert.
Benjamin Lenz, ein Jude aus Lodz, der im Krieg Spion war, arbeitet gelegentlich mit falschem Material. Er versorgt nicht nur Lohse mit Meldungen, sondern ebenso den Gegner. Es stellt sich heraus, dass Lenz alles über Lohse, inklusive des Mords an Klitsche, weiß. Notgedrungen verbündet sich Lohse mit Lenz, der ihn kurz darauf denunziert. Lenz’ Motive sind seine Abscheu gegen die gesellschaftliche Entwicklung Europas, aber auch der Wille, Geld für sich und seine Verwandten zu verdienen.
Lohse wird am Alexanderplatz gegen eine Demonstration von Arbeitern eingesetzt, bei der es zu einer Schlägerei kommt, vor der er aber letztlich flüchtet. Die rechtsgerichteten Verbände, mit denen Lohse aufmarschiert, gehen gezielt gegen jüdische Einwohner vor. Anschließend werden zahlreiche tatsächliche oder vermeintliche Demonstranten in Straflager geschickt.
Als Lohse Elsa von Schlieffen heiratet, die ebenfalls national gesinnt und judenfeindlich ist, bezahlt Lenz die Hochzeitsfeier. Zwar scheidet Lohse aus der Reichswehr aus, doch er verhört weiter die „inneren Feinde“ und lässt sie für „ungebührliche Antwort auf der Stelle“ mit Folter büßen. Dies dient ihm innerlich auch als Ausgleich für seine Flucht bei der Niederschlagung der Demonstration und den Mord an Klitsche.
Lohse ertappt Lenz, wie er heimlich Akten fotografiert, kann aber nichts gegen ihn ausrichten, weil der Spion zu viel über ihn weiß. Lenz fährt nach der Trennung von Lohse zu seinem Bruder Lazar, um ihm mit Geld und einem gefälschten Pass die Ausreise zu ermöglichen.

## Rezeption
„Wir beginnen in den nächsten Tagen mit der Veröffentlichung eines neuen Romans. Er führt den Titel Das Spinnennetz und stammt von einem jungen deutschen Autor, von Joseph Roth. Der Roman, der in der Arbeiter-Zeitung zum erstenmal gedruckt erscheint, schildert den Sumpfboden der Reaktion, die moralische und geistige Verwilderung, aus der als Blüte das Hakenkreuzlertum aufsteigt. Obwohl die Handlung des Romans in Deutschland spielt, ist sie doch allgemein gültig; die Ereignisse und Erscheinungen wiederholen sich überall, wo die gleichen Vorbedigungen gegeben sind. Wir sind überzeugt, daß unsere Leser dem packend geschriebenen Roman mit der Teilnahme folgen werden, der dem lebendigen Gefühl eines Miterlebens entspringt.“

- Helmuth Nürnberger lobt den „Scharfblick des Autors“. Der Roman bleibe „Zeugnis einer hellseherisch anmutenden politischen Intelligenz“.[2]
- „Die expressionistischen Stakkato-Sätze“, mit denen Joseph Roth als Romancier debütiert, stechen Hackert ins Auge.[H 1]
- Ulrike Steierwald geht auf „die satirische Überzeichnung im Roman“ ein.[3]
- Kiesel[4] macht unter der Überschrift Politischer Mord in Erzählwerken der Jahre 1923 bis 1930 als Tatmotive Leutnant Theodor Lohses brutales Karrierestreben und Antisemitismus fest. Joseph Roth habe zudem die „gesellschaftliche Akzeptanz“ des Täters Lohse im Nachkriegsdeutschland dem Leser vor Augen geführt.

## Verfilmung
Bernhard Wicki verfilmte den Roman 1989 mit Ulrich Mühe als Theodor Lohse, Klaus Maria Brandauer als Benjamin Lenz, András Fricsay als Günther Klitsche, Corinna Kirchhoff als Elsa von Schlieffen und Agnes Fink als Mutter Lohse. 1990 wurde Wicki für seinen Film mit dem Filmband in Gold ausgezeichnet.

## Hörspielbearbeitung
- Zweiteiliges Hörspiel mit Martin Carnevali, Norman Hacker, Lena Lauzemis, Bernd Moss, Steven Scharf, Thomas Thieme. Bearbeitung und Regie: Katja Langenbach. BR Hörspiel und Medienkunst 2012. Als Podcast/Download im BR Hörspiel Pool.[5]